# تپه سیراب
تپه سیراب مربوط به عصر آهن است و در شهرستان رزن، بخش مرکز ی، دهستان رزن، روستای سیراب واقع شده و این اثر در تاریخ ۲۷ بهمن ۱۳۸۷ با شمارهٔ ثبت ۲۴۶۱۹ به‌عنوان یکی از آثار ملی ایران به ثبت رسیده است.